# TotalEnergies/2024
Deze pagina geeft een overzicht van de wielerploeg TotalEnergies in 2024.

## Algemeen
Hoofdsponsor: TotalEnergies
Algemeen manager: Jean-René Bernaudeau
Ploegleiders: Dominique Arnould, Benoît Génauzeau, Lylian Lebreton, Alexis Loiseau, Thibaut Macé, Maxime Robin, Romain Sicard
Fietsen: ENVE
Kleding: Sportful

## Renners
| Naam               | Geboortedatum | Nationaliteit | Ploeg 2023                  |
| ------------------ | ------------- | ------------- | --------------------------- |
| Lucas Boniface     | 24-10-2000    | Frankrijk     | Vendée U                    |
| Thomas Bonnet      | 13-09-1998    | Frankrijk     |                             |
| Mathieu Burgaudeau | 17-11-1998    | Frankrijk     |                             |
| Steff Cras         | 13-02-1996    | België        |                             |
| Fabien Doubey      | 21-10-1993    | Frankrijk     |                             |
| Sandy Dujardin     | 29-05-1997    | Frankrijk     |                             |
| Valentin Ferron    | 08-02-1998    | Frankrijk     |                             |
| Thomas Gachignard  | 17-08-2000    | Frankrijk     | Saint Michel-Mavic-Auber 93 |
| Fabien Grellier    | 31-10-1994    | Frankrijk     |                             |
| Emilien Jeannière  | 26-09-1998    | Frankrijk     |                             |
| Jordan Jegat       | 07-06-1999    | Frankrijk     | CIC U Nantes Atlantique     |
| Alan Jousseaume    | 03-08-1998    | Frankrijk     |                             |
| Pierre Latour      | 12-10-1993    | Frankrijk     |                             |
| Lorrenzo Manzin    | 26-07-1994    | Frankrijk     |                             |
| Paul Ourselin      | 13-04-1994    | Frankrijk     |                             |
| Julien Simon       | 04-10-1985    | Frankrijk     |                             |
| Geoffrey Soupe     | 22-03-1988    | Frankrijk     |                             |
| Jason Tesson       | 09-01-1998    | Frankrijk     |                             |
| Anthony Turgis     | 16-05-1994    | Frankrijk     |                             |
| Baptiste Vadic     | 15-04-2002    | Frankrijk     | Vendée U                    |
| Dries Van Gestel   | 30-09-1994    | België        |                             |
| Mattéo Vercher     | 26-01-2001    | Frankrijk     |                             |
| Alexis Vuillermoz  | 01-06-1998    | Frankrijk     |                             |

### Stagiairs
Per 1 augustus 2024
| Naam             | Geboortedatum | Nationaliteit | Vorige ploeg |
| ---------------- | ------------- | ------------- | ------------ |
| Rayan Boulahoite | 24-02-2004    | Frankrijk     | Vendée U     |
| Nicola Marcerou  | 23-09-2002    | Frankrijk     | Vendée U     |
| Clément Sanchez  | 01-10-2005    | Frankrijk     | Vendée U     |

### Vertrokken
| Naam                 | Geboortedatum | Nationaliteit | Ploeg 2024                         |
| -------------------- | ------------- | ------------- | ---------------------------------- |
| Edvald Boasson Hagen | 17-05-1987    | Noorwegen     | Decathlon AG2R La Mondiale Team    |
| Maciej Bodnar        | 07-03-1985    | Polen         | Gestopt                            |
| Jérémy Cabot         | 24-07-1991    | Frankrijk     | Saint Michel-Mavic-Auber 93        |
| Víctor de la Parte   | 22-06-1986    | Spanje        | Euskaltel-Euskadi                  |
| Daniel Oss           | 13-01-1987    | Italië        | Gestopt                            |
| Peter Sagan          | 26-01-1990    | Slowakije     | RRK Group-Pierre Baguette-Benzinol |

## Overwinningen
| Ronde van de Alpes-Maritimes Bergklassement: Mattéo Vercher Ronde van Rwanda 5e etappe (ITT): Pierre Latour Bergklassement: Pierre Latour La Roue Tourangelle Jason Tesson Boucles de la Mayenne 1e etappe: Emilien Jeannière Puntenklassement: Emilien Jeannière Ronde van Frankrijk 9e etappe: Anthony Turgis | Ronde van de Limousin-Périgord-Nouvelle Aquitaine 4e etappe: Mathieu Burgaudeau Ronde van Istanbul 1e etappe: Emilien Jeannière 2e etappe: Mathieu Burgaudeau 3e etappe: Mathieu Burgaudeau Eindklassement: Mathieu Burgaudeau Puntenklassement: Emilien Jeannière Ploegenklassement: *1) Lotto Cycling Cup Puntenklassement: Emilien Jeannière | Ronde van Kyushu 1e etappe: Emilien Jeannière 2e etappe: Emilien Jeannière Eindklassement: Emilien Jeannière Puntenklassement: Emilien Jeannière Ploegenklassement: *2) Ronde van het Taihu-meer 4e etappe: Jason Tesson Ploegenklassement: *3) |

*1) Ploeg Ronde van Istanbul: Bonnet, Burgaudeau, Gachignard, Jeannière Sanchez, Simon, Vadic
*2) Ploeg Ronde van Kyushu: Bonnet, Doubey, Jeannière, Jegat, Simon, Vercher
*3) Ploeg Ronde van het Taihu-meer: Boniface, Manzin, Marcerou, Ourselin, Soupe, Tesson
2000 · 2001 · 2002 · 2003 · 2004 · 2005 · 2006 · 2007 · 2008 · 2009 · 2010 · 2011 · 2012 · 2013 · 2014 · 2015 · 2016 · 2017 · 2018 · 2019 · 2020 · 2021 · 2022 · 2023 · 2024 · 2025
Bingoal WB · Burgos-BH · Caja Rural-Seguros RGA · Equipo Kern Pharma · Euskaltel-Euskadi · Israel-Premier Tech · Lotto Dstny · Polti Kometa · Q36.5 Pro Cycling Team · TDT-Unibet Cycling Team · Team Corratec-Vini Fantini · Team Flanders-Baloise · Team Novo Nordisk · TotalEnergies · Tudor Pro Cycling Team · Uno-X Mobility · VF Group-Bardiani CSF-Faizanè